# Сихра Андрій Осипович
Андрі́й О́сипович Си́хра (1773, Вільна, Річ Посполита — 3 грудня 1850, Санкт-Петербург, Російська імперія) — російський композитор і педагог чеського походження. Зачинатель гітарного мистецтва в Росії, можливий творець  так званої російської семиструнної гітари..

## Біографія
Народився в 1773 році в родині віленського вчителя. Батько готував його до музичної діяльності. Займаючись тільки музикою, Сіхра вже у ранній молодості давав концерти на арфі у Вільні і прославився не тільки як виконавець, але й як композитор.

### Переїзд до Москви
Переселившись в Москву в 1790-х рр., він стає енергійним і діяльним пропагандистом свого інструменту. Семиструнна гітара Сіхри знаходить своїх шанувальників серед московської публіки, і тут формується його «рання» московська школа: він вчить, вчиться сам, удосконалює інструмент, створює методичний матеріал, закладає основу репертуару семиструнної гітари, виступає на концертах сам і з учнями.

### Переїзд до Санкт-Петербургу
Переїхав в С.-Петербуг біля 1813 року.

## Творчість
Вважається можливим творцем російської семиструнної гітари. Стрій семиструнної гітари Сихри складався з нот квартсекстаккорду соль мажор, в якому основною басовою нотою була ре.
Творчість Сіхри розвивалася у всіх напрямках: ним були створені перекладання та аранжування, фантазії на теми відомих і модних композиторів, на теми російських народних пісень, оригінальні твори, серед яких особливо слід відзначити екзерсиси. Найбільше місце займають перекладання та аранжування: було природно, що Сіхра бажав охопити якомога ширше коло музичних явищ свого часу, розширити горизонти інтересів своїх учнів і шанувальників гітари, виховати їх смак.
Він цілком міг би стати концертантом європейського значення, однак вибрав титанічну роботу зі створення та утвердження методики гри на семиструнній гітарі, по вихованню та навчанню численних учнів. Фактично ним була створена професійна школа російських гітаристів зі своїм власним репертуаром, виконавцями і композиторами.
Сихра писав для гітари п'єси і екзерсиси; в 1802 році почав випускати в Москві "Journal pour la quitare a sept cordes" («Журнал для семиструнної гітари»). Видав також «Екзерсіції» і «Теоретичну і практичну школу для семиструнної гітари».